# Ptecticus amapanus
Ptecticus amapanus är en tvåvingeart som beskrevs av Leal 1977. Ptecticus amapanus ingår i släktet Ptecticus och familjen vapenflugor. Inga underarter finns listade i Catalogue of Life.